# Карреньо, Хосе Мария
Хосе́ Мари́я Карре́ньо Бла́нко (исп. José María Carreño Blanco; 19 марта 1792, Куа — 18 мая 1849, Каракас) — венесуэльский политический и военный деятель, исполнял обязанности президента страны в 1837 году.

## Биография
Родился в 1792 году в Куа. Участвовал в войне за независимость Венесуэлы, затем служил в армии государства Колумбия. После распада Колумбии и образования отдельного государства Венесуэла вошёл в 1835 году в состав кабинета Варгаса. Во время гражданской войны Варгас был свергнут и отправлен в изгнание на Сент-Томас, но вскоре столица вновь была взята под контроль правительственными силами, и 27 июля 1835 года Паэс создал Правящий совет, в котором Карреньо стал председателем. 20 августа Варгас вернулся к власти.
После того, как в 1836 году Варгас оставил свой пост, обязанности президента стал исполнять вице-президент Нарварте, который сделал Карреньо своим вице-президентом. Однако 20 января 1837 года истёк срок полномочий Нарварте как конституционного вице-президента, и 26 января 1837 года собралась Избирательная коллегия, чтобы избрать нового вице-президента. Им стал Карлос Сублетте, но он находился в этот момент в Испании, и к обязанностям президента страны приступил лишь с 11 марта 1837 года. В период между окончанием полномочий Нарварте и началом исполнения полномочий Сублетте обязанности президента страны исполнял Карреньо.
Умер Хосе Мария Карреньо 18 мая 1849 года в Каракасе.